# Сейлем (Индиана)
Сейлем (англ. Salem) — город и административный центр округа Вашингтон в штате Индиана в Соединённых Штатах Америки.
Согласно данным переписи населения США 2020 года число жителей города 
составляло 6371 человек, что чуть больше (+ 0.8%), чем было во время предыдущей переписи проводившейся в 2010 году (6319 человек).

## История
Сейлем был заложен в 1814 году и назван в честь города Сейлем в Северной Каролине, откуда был родом один из основателей.

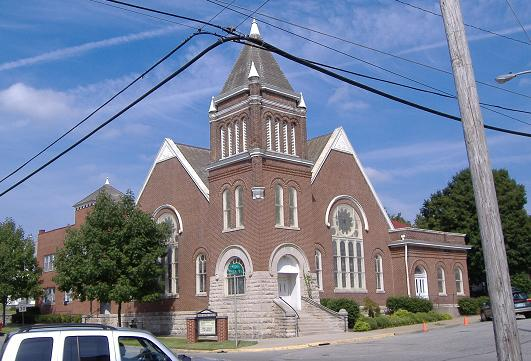
Первая баптиская церковь

В 1816 году в Сейлеме открылось первое отделение Почтовой службы США.
Летом 1863 года, в ходе Рейда Моргана во время Гражданской войны в США, город был захвачен кавалерией Конфедерации и подвергся разграблению.
Сейлем — это в первую очередь сельскохозяйственное сообщество, окруженное типичными для Индианы лесами, сельскохозяйственными угодьями и небольшими водоемами. Основные культуры, выращиваемые в этом районе, — кукуруза и соя. Дома в этом районе построены в разных стилях, часть жилых домов имеет викторианский архитектурный стиль.
Даунтаун и несколько других архитектурных объектов города включены в Национальный реестр исторических мест США.

## География
Согласно данным Бюро переписи населения США от 2010 года, общая площадь Сейлема составляет 4,018 квадратных мили (10,41 км2), из которых 4 квадратных мили (10,36 км2 или 99,55%) — это суша и 0,018 квадратных мили (0,05 км2 или 0,45%) приходится на водную поверхность.

## Климат
Климат в этой области характеризуется жарким влажным летом и, как правило, мягкой или прохладной зимой. Согласно системе классификации климата Кёппена, в Салеме влажный субтропический климат, на климатических картах сокращённо обозначаемый аббревиатурой «Cfa».